# Кросби (окръг, Тексас)
Окръг Кросби (на английски: Crosby County) е окръг в щата Тексас, Съединени американски щати. Площта му е 2336 km², а населението - 7072 души (2000). Административен център е град Кросбитън.